# Halva
La parola halva (traslitterata anche come halwa, halvah, halava, helva, halawa o chalva, in farsi حلوا halva, dalla radice del verbo arabo حَلُوَ "essere dolce" [حُلو "dolce"], in albanese hallva , in greco χαλβάς? , in russo e in ucraino халва? е in bulgaro Халва) deriva dal farsi e si riferisce a molte varietà di dolci.

## Composizione e diffusione
Questo tipo di dolce è molto popolare in Turchia, India, Pakistan, Tunisia, Algeria,  Persia e Bulgaria, per arrivare al mediterraneo orientale, passando per le cucine dei Balcani. Esistono vari tipi di halva basate sull'impiego di pasta di tahina, una pasta a base di sesamo tipicamente medio orientale. Di origine Ottomana, questo tipo è molto più popolare nell'est del Mediterraneo, tra cui l'Albania e la Grecia, dove esistono due tipi diversi di halva.
Nei paesi dell'est Europa, in Ucraina e Bulgaria in particolare, è molto diffusa anche l'halva  a base di semi di girasole, aromatizzata con diversi gusti: caffè, vaniglia, cacao, in molti casi anche miscelati fra loro come variegati.

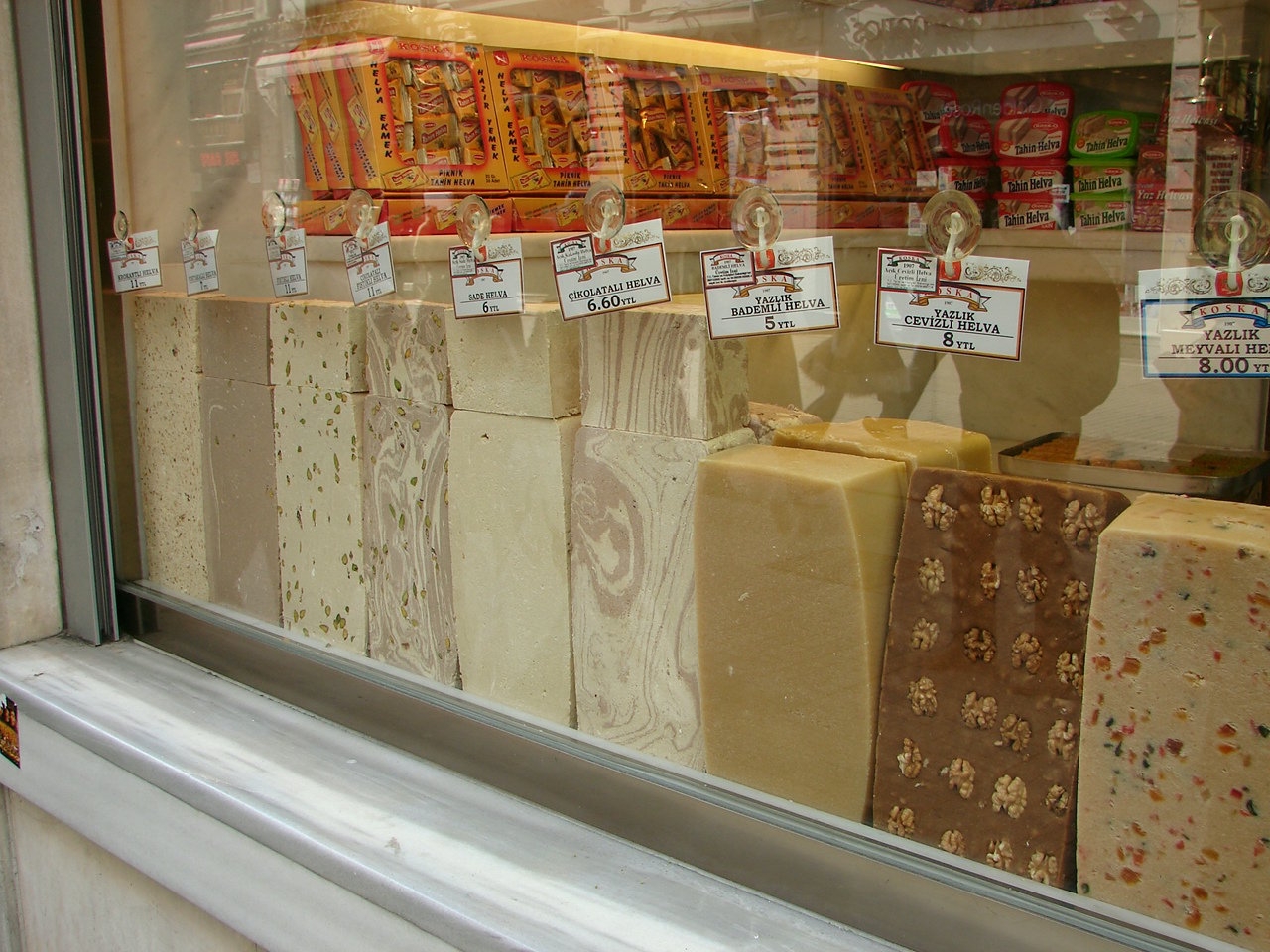
Halva assortita

La maggioranza delle halva sono confezioni dense elaborate con paste alimentari diverse, che vengono successivamente addolcite con zucchero o miele. Tuttavia, a partire da questa semplice composizione, si ha un'ampia gamma di varietà di prodotti. Per esempio, la halva di semolino è gelatinosa e quasi semi-trasparente, mentre la halva di sesamo e quella di girasole è secca e leggermente friabile e si scioglie in bocca.
La halva di sesamo è diffusa in Tunisia, Israele, nei Balcani, in Polonia, nel Medio oriente ed in altre zone del mediterraneo orientale. Gli ingredienti principali sono semi di sesamo o pasta di tahini, con zucchero o miele. Altri ingredienti secondari usati nell'elaborazione della halva di sesamo sono il pistacchio (o altra frutta secca), pasta di cocco, succo di arancia (o limone), vaniglia o anche cioccolato.
Per quanto riguarda le tradizioni religiose ebraiche, la halva è quasi sempre considerata "adatta" (kasher) e poiché non contiene carne o latte può essere tranquillamente consumata dopo un pasto di carne o latticini, rispettando le regole alimentari ebraiche (Kasherut). La halva israeliana solitamente non contiene farina o semolino, ma è fatta con tahina (pasta di sesamo), glucosio, zucchero, vaniglia e altri aromi naturali.